# ネットワーク1・17
『ネットワーク1・17』（ネットワーク いちてんいちなな）は、1995年4月15日からMBSラジオで放送中の災害・防災情報番組。放送枠・放送時間は放送時期によって異なる。また、2012年10月2日から2013年3月26日（いずれも火曜日）までは、2012年度ナイターオフの生ワイド番組『with…夜はラジオと決めてます』内のコーナー（19時前後から約30分間）として放送していた。
このページでは、2011年3月15日から3月25日までの期間限定で放送された『ネットワーク3・11』（ネットワーク さんてんいちいち、東日本大震災関連の特別番組）も取り上げる。

## 概要
番組のテーマは、「被災地に向けた、被災地のための、被災地の支えになる番組」。
毎日放送に2021年3月31日まで存在していた「ラジオ報道部」（ラジオ局制作センターの報道部）が制作する番組として、2007年3月31日まで毎週土曜日の17時台に放送。当初は、1995年1月17日に発生した阪神・淡路大震災（兵庫県南部地震）で家族・住居などを失った被災者の証言・心のケアの向き合い方や、被災地域における復興の実情・課題を扱っていた。その後は、「新たな災害による犠牲者を一人でも少なくしたい」との思いから、近い将来の発生が予想される東海地震や東南海地震など、今後の災害対策の情報も詳しく紹介している。
2004年10月23日に発生した新潟県中越地震、2008年6月14日に発生した岩手・宮城内陸地震、2011年3月11日に発生した東北地方太平洋沖地震のほかにも、2004年12月26日に発生したインドネシアのスマトラ島沖地震、2008年5月12日に発生した中国の四川大地震など、国内外を問わず特集。また、自然災害が発生した際の迅速かつ詳細な情報の提供などを目的に、（近畿地方に限らず）MBSラジオの番組を聴取できるエリアのリスナーから希望者を「防災リポーター」に任命している。
1998年10月からは、エンディング付近で「週間地震概況」の放送を開始。京都大学防災研究所の協力の下に、 放送日までの1週間に日本国内で発生した有感地震の回数や、国内外で発生した大地震の規模などに関するデータを詳しく伝えていた（後に月1回放送の「月間地震概況」へ変更）。2002年には、以上の活動に対して、「防災まちづくり大賞」を受賞した。
2007年4月2日から、放送枠を毎週月曜日の19:30 - 20:00に移動。2008年3月31日の放送からは、魚住由紀（フリーアナウンサー）とともに長らくパーソナリティを務めてきた妹尾和夫に代わって、河本光正（毎日放送アナウンサー）がレギュラーで出演していた。
2011年3月15日から3月25日までの期間は、当番組に加えて、特別番組『ネットワーク3・11』を毎週月 - 金曜日の21:00 - 21:30に放送していた。この番組では、魚住・河本がパーソナリティを務めるほか、河本の先輩アナウンサー・上田崇順がニュースキャスターとして出演。22日からの3日間は、東北放送（TBCラジオ）への同時ネットを実施した。
しかし毎日放送では、「ラジオ報道部」が制作する当番組と『RadioNews たね蒔きジャーナル』を、2012年10月編成で終了。当番組は、2012年9月24日の放送を最後に、単独番組としての歴史にいったん幕を閉じた。その時点での通算放送回数は837回。最終回には、ゲストとして最も多く出演していた室崎益輝（関西学院大学教授）をスタジオに招いたうえで、過去に室崎が登場した際の放送音源を交えながら番組の歴史を振り返った。
2012年10月以降のナイターオフ期間には、『with…夜はラジオと決めています』（毎日放送ラジオ報道部・スポーツ部・編成部の共同制作による生ワイド番組、以下『夜ラジ』）の内包コーナーとして、毎週火曜日の19:00頃（当初は19:20頃）から約30分間放送。独立番組時代の企画の一部を引き継ぐ一方で、魚住・河本に代わって、毎日放送アナウンサー（当時）の千葉猛がプレゼンター（スタジオ進行役）を務めている。
なお、2013年4月1日からは再び、独立番組として毎週月曜日の19:30 - 20:00に放送。千葉が1人でパーソナリティを担当する。また、『夜ラジ』時代からの流れで、番組の後半（19:50頃）には「今日のニュースのまとめ・お天気のお知らせ」を放送している。
2016年4月3日からは、放送時間を毎週日曜日の5:30 - 6:00に変更。フリーアナウンサーの野村朋未がパーソナリティに加わった一方で、定時ニュースや天気予報を内包しないスタイルに戻した。また、放送枠を早朝へ移したことによって、1月17日が日曜日に当たる年には「阪神・淡路大震災　1．17のつどい」（神戸市の東遊園地で開かれる追悼行事）の生中継を同日分の放送へ組み込めるようになった。2018年4月1日放送分から、千葉のパートナーを野村から西村愛へ変更。
毎日放送の「ラジオ報道部」では、月曜日の夜間（20時台）に（定時ニュース以外の）報道番組（2020年3月30日までは『ニュースなラヂオ』）を放送する頻度が週1回から月1回へ変更される同年の4月改編以降も、当番組のみ週1回の放送体制を維持。年頭から世界規模で新型コロナウイルスへの感染が拡大していることを踏まえて、感染対策と防災・減災対策を両立させる試みにも焦点を当てている。その一方で、西村が3月29日放送分でいったん降板したため、翌週（4月5日放送分）からは千葉が単独で進行。千葉は、同年8月1日付で報道局クロスメディア部へ異動してからも、9月27日放送分までパーソナリティを務めていた。10月4日から、西村が単独でパーソナリティを担当。
ラジオ・テレビの兼営局であった毎日放送が2021年4月1日付でラジオ放送部門とラジオ放送免許を「株式会社MBSラジオ」へ移管したことに伴って、「ラジオ報道部」が同日付で廃止されたことから、同月4月4日放送分からはMBSラジオが取材と制作を担当している。
なお、2024年4月7日からは、放送枠を毎週日曜日の17:15 - 17:40に移動している。毎日放送時代の1974年4月8日から50年間にわたって平日の早朝に編成されていた『ありがとう浜村淳です』（平日版）の終了（2024年3月29日）を受けて、2024年4月7日から『浜村淳の歌の宝石箱』（事前収録番組）が毎週日曜日の5:30 - 6:00に放送されることに伴う移動で、夕方帯（17時台）におけるレギュラー放送は土曜日での放送終了（前述）以来17年振り。また、放送時間は移動前から5分短縮されたものの、「西村が単独でパーソナリティを務める」という体制は移動後も維持されている。

## 受賞歴
阪神・淡路大震災の発生から20年を経過した2015年1月26日（月曜日）には、過去に当番組へ出演した被災者・震災遺児の生活に焦点を当てた特別番組『ネットワーク1・17「20年～大震災と向き合う日々」』を、『MBSマンデースペシャル』内で放送。2014年度の第52回ギャラクシー賞ラジオ部門・2015年の日本民間放送連盟賞ラジオ報道番組部門および第70回文化庁ラジオドキュメンタリー部門で、それぞれ優秀賞を受賞した。
2022年1月23日（日曜日）には、『ネットワーク1・17スペシャル 盛土崩壊』を『MBSサンデー・カルチャーナイト』枠（20:00 - 21:00）で放送。前年（2021年7月3日）に静岡県熱海市で発生した大規模な土石流の原因（「起点」に当たる上流部で造成されていた盛土の崩壊）に焦点を当てながら、日本国内の他の地域でも同様の現象（盛土の崩壊）が発生していることや、その背景に高度成長期の秩序なき宅地開発や緩やかな法規制が絡んでいることを取材で明らかにした。この番組で、2022年の日本民間放送連盟賞・ラジオ報道番組部門最優秀賞を受賞。

## 出演者

### 現在
- 西村愛（セイ･タレントプロダクション所属のディスクジョッキー、2018年4月2日 - 2020年3月29日、2020年10月4日 - ）
  - 毎日放送の本社がある大阪市の出身で、前任者の野村と同じ事務所の所属。高校生時代に阪神・淡路大震災の被災者向け仮設住宅を訪問したことをきっかけに、東日本大震災の被災地でボランティア活動を経験したほか、東日本大震災・熊本地震 (2016年)の被災地の復興を支援するイベントの企画に携わっている。
  - かつてはサンテレビ・ラジオ関西・α-STATIONの番組へレギュラー出演。結婚を経て、2015年から第1子の出産に伴う産前産後休業に入っていた。当番組でディスクジョッキーとしての活動を再開するとともに、MBSラジオの番組で初めてレギュラーを務めていた。
  - 2020年4月から半年間、第2子の出産に伴う産前産後休業で休演していた。休演前に共演していた千葉の異動・パーソナリティ降板を機に、同年10月から出演を再開。再開後は休演前と違って、単独でパーソナリティを務める。

2020年4月改編以降は、千葉→西村から専門家への（主に電話による）インタビューを中心に放送する週と、毎日放送ラジオ報道部の記者・ディレクター（当番組プロデューサーの亘佐和子など）が取材報告でスタジオ収録へ同席する週に分かれている。

### 独立番組時代

#### 過去のパーソナリティ
- 魚住由紀（1995年4月 - 2012年9月25日）
  - 元・山形放送アナウンサー。阪神・淡路大震災の発生前から、関西を拠点にフリーアナウンサーとして活動。2012年9月25日には、当番組の紹介を兼ねて「朝日新聞」朝刊全国版の「ひと」欄に登場している。
- 安倍誠治（当時は関西大学商学部教授、現・同大学社会安全学部教授（公益事業論／公共交通安全マネジメント論）、1995年4月 - 1996年3月）
  - 『諸口あきらのイブニングレーダー』（毎日放送ラジオ報道部が制作していたMBSラジオ平日夕方の報道・情報番組）でも、不定期出演のコメンテーターとして、アシスタントの魚住と共演していた。
- 妹尾和夫（1996年4月 - 2008年3月24日）
  - 『宵待5』（MBSテレビで平日の夕方に放送されていた生ワイド番組）のリポーターとして、阪神・淡路大震災の被災地域を連日取材していた経験を買われて、安倍の後任に起用。当番組への初出演から丸12年（571回目）に当たる2008年3月24日放送分で降板した。なお、出演最終日の放送では、放送枠を1時間30分に拡大した。
- 河本光正（独立番組時代後期の2008年3月31日 - 2012年9月25日にパーソナリティ、2013年4月1日 - 2016年3月28日にニュースキャスターとして出演）
  - 毎日放送アナウンサーで、妹尾の後任として出演。神戸市出身で、阪神・淡路大震災の発生当時も同市内に住んでいた。独立番組時代には、魚住から「かわもっちゃん」との愛称で呼ばれることが多かった。
  - 当番組での取材・出演をきっかけに、2011年・2012年には、AMラジオ災害問題協議会の統一防災キャンペーンに毎日放送代表で参加。独立番組として復活した2013年4月から2016年3月までは、「今日のニュースのまとめ」でキャスターを務めていた。
- 野村朋未（セイ・タレントプロダクション所属のフリーアナウンサー、2016年4月3日 - 2018年3月25日）
  - MBSラジオ報道部制作の番組では、過去に『MBSニュース最終便』『MBSニュースレーダー』『RadioNews たね蒔きジャーナル』へレギュラー出演。産前産後休暇をはさんで、『夜ラジ』水曜日のアシスタントも務めた。2018年4月2日から『おはようパーソナリティ道上洋三です』（ABCラジオ）の第12代アシスタントへ就任することを機に、当番組を降板。
- 千葉猛（毎日放送アナウンサー→報道局クロスメディア部員、『夜ラジ』コーナープレゼンター　→　独立番組復帰後のパーソナリティ、2012年10月2日 - 2020年9月27日）
  - 宮城県仙台市の出身で、小学5年生だった1978年に宮城県沖地震に遭遇。同市内にあった実家は、東日本大震災の影響で全壊判定を受けた。
  - 毎日放送入社後に、阪神・淡路大震災関連の取材などを経て、ラジオ報道部制作の番組で長らくキャスターを担当。『夜ラジ』の内包コーナー時代にプレゼンターを務めたことを皮切りに、独立番組への復帰後も、パーソナリティとして進行や取材リポートを続けている。前述した特別番組『20年～大震災と向き合う日々』では、後輩アナウンサー（当時）の豊崎由里絵と共にナレーターを務めた。

### 『with...夜はラジオと決めてます』への内包時代にのみ出演
- 平野幸夫（コメンテーター、出演時点では毎日新聞大阪本社編集委員）
  - かねてから毎日放送ラジオ報道局制作の番組に出演。『夜ラジ』では、当番組の直後（19時台後半）に放送されるニュースコーナーにも登場した。

以下の人物は、『夜ラジ』火曜日の全編に出演。当番組のスタジオトークや電話インタビューにも参加した。
- 田口壮（パーソナリティ、出演時点では野球評論家）
  - 兵庫県西宮市育ち。オリックス・ブルーウェーブに所属していた1995年に阪神・淡路大震災で被災したが、「がんばろうKOBE」というチームスローガンの下で、1995・1996年のパシフィック・リーグ優勝と1996年の日本シリーズ制覇に貢献した。
- 馬野雅行（パートナー、毎日放送アナウンサー）
  - 阪神・淡路大震災の発生当時は、『MBSナウ』（MBSテレビが平日の夕方に関西ローカルで放送していたワイドニュース）でキャスターを務めていた。
- 豊永真琴（アシスタント）

## 放送時間

### 変遷
| タイトル名        | 放送期間                           | 放送時間                  | 備考 |
| ----------------- | ---------------------------------- | ------------------------- | --- |
| ネットワーク1・17 | 1995年4月1日 - ?                   | 土曜 17:00 - 17:30        | |
| ネットワーク1・17 | ? - 2007年3月31日                  | 土曜 17:00 - 17:43        | 『ウィークエンドネットワーク』（MBS自社制作版）を内包                                                                                            |
| ネットワーク1・17 | 2007年4月2日 - 2012年9月24日       | 月曜 19:30 - 20:00        | |
| ネットワーク1・17 | 2012年10月2日 - 2013年3月25日      | 火曜 19:00頃 - 19:30頃    | 『with…夜はラジオと決めてます』内 |
| ネットワーク1・17 | 2013年4月1日 - 2016年3月27日       | 月曜 19:30 - 20:00        | 阪神タイガース戦のナイター実施日は『MBSタイガースライブ→ベースボールパーク』を優先するため休止）                                                 |
| ネットワーク1・17 | 2016年4月3日 - 2024年3月31日       | 日曜 5:30 - 6:00          | |
| ネットワーク1・17 | 2024年4月7日 - (予定)              | 日曜 17:15 - 17:40        | 日曜5:30から6:00に「浜村淳・歌の宝石箱」を開始するのに伴う時間枠変更                                                                             |
| ネットワーク3・11 | 2011年3月15日 - 18日、 21日 - 25日 | 月曜 - 金曜 21:00 - 21:30 | 22日 - 24日放送分はTBCラジオで同時ネット。 最終日の25日はMBSのみの「特別版」ながら、 TBCで放送中の報道特別番組（自局制作）との生中継を実施した。 |

### 特別番組
- 2005年1月15日 - 17:00 - 19:45の2時間45分に拡大。
  - 震災10周年を迎えるに当たって、当時の震災ボランティア等を招き、この10年間の歩みを振り返り、今後の復興作業へむけた取り組みについて話し合った。
- 2008年3月24日 - 19:30 - 21:00の90分に拡大。
  - 妹尾がこの日をもって降板。番組ゆかりのゲストが多数出演したり、過去の音源を振り返った。
- 2008年6月30日 - 19:30 - 20:00、20:15 - 21:00までの75分に拡大。
  - MBSラジオなど関西の民放ラジオ局で緊急地震速報の運用が同年7月1日から一斉に開始されるため、緊急地震速報について特集した。
- 2011年3月14日 - 18:00 - 20:00の2時間に拡大。
  - 同年3月11日に発生した東日本大震災を受けて、特別番組として編成。先遣隊として被災地域に入ったボランティアからの電話リポートなどを放送した。2010年3月15日の放送から関西地方で実施しているradikoでのインターネット同時配信については、被災地域への情報提供を優先する目的で、前日（13日）夕方からエリア制限を解除。当番組では、この特別番組から同月28日の放送まで、radikoを通じて日本全国へ同時に配信された。

## 備考
- 2007年度から2011年度まで、ナイターオフ期間の月曜日～金曜日には、当番組の放送時間帯がナイターオフ基幹5局ベルトネット（キー局:ニッポン放送加盟局:STVラジオ・東海ラジオ・MBSラジオ・KBCラジオ）のCMのみネットのゾーン枠に当たっていた。そのため、当番組ではトークパートを縮小する代わりに、ネットCMを放送していた（スポンサー名については『松本ひでおのショウアップナイターネクスト』を参照）。ただし、一部の年には、18時台に放送の『亀山つとむのかめ友 Sports Man Day』内にネットCMのゾーンを設けていた。なお、火曜日～金曜日については、2007年度のみ「MBSどっと!アナ」ゾーンとして編成。ただし、月曜日にプロ野球のナイトゲームを『MBSタイガースナイター（2011-13年度はMBSタイガースライブ、2014年度はMBSベースボールパーク）スペシャル』として中継した場合には、同番組内で送出していた。
- 「今日のニュースのまとめ・お天気のお知らせ」を組み込みながら、月曜日の夜間に生放送を実施していた2013年度から2015年度までは、プロ野球のナイトゲームを中継する場合に本編を休止。中継の終了後に、『弁護士の放課後 ほな行こか〜』（2013年4月から基本として19:00 - 19:30に放送）を挟んでから、『MBSニュース･お天気のお知らせ』（「今日のニュースのまとめ・お天気のお知らせ」の代替番組）を5分間放送していた。ただし、中継予定のカードが中止の場合には、通常どおりの生放送で対応。ナイターオフ期間中の放送では、「今日のニュースのまとめ｣の直前で、前述のネットCMをスポット扱いで流していた。
- 放送枠を日曜日の早朝に移してからもローカルスポンサーが付いているが、夜間放送時代と違ってスポンサーのCMを本編にはさまず、本編の終了後にCMを流す措置を講じている。